# Vera Barclay
Vera Charlesworth Barclay (Hertford Health, 11 de noviembre de 1893-Sheringham, 19 de septiembre de 1989) fue una prolífica escritora y pedagoga británica, colaboradora de Robert Baden-Powell en la creación de la rama Lobatos, adaptación del Movimiento Scout para los niños de 7 a 11 años de edad. Su madre era la también escritora Florence L. Barclay.
Sus libros más destacados son Sabiduría de la Selva y El lobatismo y la formación del carácter.
El fundador del Movimiento Scout, B-P le entregó personalmente la más alta distinción de ese movimiento mundial, El Lobo de Plata.

## Biografía

### Infancia
Vera Charlesworth Barclay nació en 1893 en una familia de ocho hijos. Su padre era el pastor anglicano Charles W. Barclay y su madre la famosa escritora Florence Louisa Charlesworth (1862-1920).

### Ingreso al Movimiento Scout
Vera se unió al Escultismo en 1912, convirtiéndose en la primera jefa Scout femenina de una Tropa Scout.
Al principio trabajó con la sección de jóvenes de 14 a 17 años llamada entonces Tropa Scout, pero más adelante, en 1915 comenzó a trabajar con los niños varones de 7 a 11 años y se convirtió en la primera Akela del Reino Unido (y del mundo). Su puesto de Jefa de Manada lo mantuvo durante quince años.
Durante la Primera Guerra Mundial sustituyó a muchos dirigentes.
Fue, junto con Agnès, hermana de Robert Baden-Powell y su esposa, la mujer más importante del naciente movimiento scout. Y quizás más pues ella, como scouter, abrió el camino para que las mujeres tomaran cargos de responsabilidad en el Escultismo en una época difícil.

### Su tarea en larama Lobatos
Pero también es toda una leyenda para los Viejos Lobos como fundadora de la rama Lobatos. En 1915, la revista Headquarters Gazette, publicó un artículo de Vera Barclay titulado: "Como puede una señorita educar lobatos" en el que nos cuenta como fundó la primera Manada en Hertford, al noreste de Londres:

Estaba de actividades con mi Tropa scout y un montón de muchachitos venían y nos interrumpían: "Señorita, si los scouts nos quieren, estamos listos."
Cuando vi a estos niños, pequeños y espabilados, saludar con los tres dedos pensé que algo debía hacerse por ellos.
Vera Barclay

En su típico estilo directo, Vera terminaba el artículo diciendo:

Si cada Jefe de Tropa es capaz de encontrar a una mujer para que se haga cargo de una Manada, se encontrará con que en el futuro el Escultismo será mucho más sencillo.
Vera Barclay

En 1916, Vera trabaja como enfermera en el hospital de la Cruz Roja de Netley, cerca de Portsmouth. Por aquel entonces ya dedicaba las tardes de los lunes, miércoles, jueves y viernes, sus fines de semana y parte de sus vacaciones al escultismo. Incluso ha enganchado a su hermana Angela para que se haga cargo de su manada.
El 16 de junio de este mismo año, Baden-Powell organiza una reunión en Caxton Hill donde explica que quiere rehacer su "Libro para Lobatos" ya que quiere integrar en él la obra El Libro de las Tierras Vírgenes de su amigo Rudyard Kipling. B-P convence a Vera para que trabaje en la nueva versión. Ella se une entonces al Equipo Nacional para ocuparse de la recién creada rama Lobatos.
Contaba Vera que a partir de ese día, cada mañana al entrar en su despacho encontraba pequeñas notas de B-P escritas en papel de fumar. En aquella época el papel de fumar era utilizado como anticoagulante cuando uno se cortaba al afeitarse con cuchilla. El Jefe plasmaba así las ideas que le surgían al asearse por las mañanas.
En el prólogo del Manual del Lobato Vera Barclay afirma que:

...no serán personas solemnes que esperan un espeso manual que describa la manera de adiestrar a un niño de ocho a doce años; es decir, como formarlo hasta transformarlo en una pequeña máquina estúpida; como aplastar su espíritu deseoso de aprender bajo una pesadilla de carga de precisión académica, estas personas quedaran penosamente decepcionadas.
Vera Barclay, Manual del Lobato, Editorial Scout Interamericana

Vera Barclay, en un colosal esfuerzo por armonizar la práctica del lobatismo en las numerosas manadas que se crean, llegará a visitar 500 manadas para enseñar el Gran Clamor a los lobatos.
Convertida al catolicismo, se esforzó en gran manera para limar asperezas entre el clero y el pujante movimiento scout. Gracias al apoyo del Cardenal Bourne, entonces arzobispo de Westminster, el escultismo creció de forma significativa en Inglaterra.
Fue ella la que concedió al Padre Sevin, fundador de los Scouts de Francia el título de Akela Leader, título que le capacitaba para formar a su vez Jefes de Manada. Vera Barclay acudirá, por cierto, en varias ocasiones a Chamarande en 1923, 1925 y 1926.
En septiembre de 1920 se despide del Equipo Nacional inglés en un artículo de la revista nacional anunciando su próximo ingreso en las religiosas de la Caridad. En la misma edición, BP le hace un caluroso agradecimiento por su labor y anuncia la concesión del Lobo de Plata, la más alta distinción scout, por los servicios prestados al movimiento.
Sin embargo parece que no fue más que un descanso ya que tres años después Vera regresa al Equipo Nacional inglés para publicar nuevos manuales de formación.
Escribe mucho, sobre todo libros para niños bajo el seudónimo de Margaret Beech, pero también ensayos religiosos en francés y en inglés.

### Su mudanza a Francia
En 1931 deja definitivamente sus funciones para instalarse en Francia. Sin embargo se cree que pasó la Segunda Guerra Mundial en Bognor Regis, cerca de Brighton, en Inglaterra. Más tarde regresó a Francia desde donde siguió participando en alguna forma en el Escultismo publicando artículos en la revista The Scouter. En 1983 regresa a Inglaterra para instalarse cerca de Londres, tiene 90 años y se está quedando ciega.
Murió en septiembre de 1989 a la edad de 95 años. En su funeral estuvo una representación del escultismo británico.

## Libros publicados
- La sabiduría de la Selva (título original: Jungle wisdom : a book for Cub Scouters), Autora Vera Barclay (1959), Publicado por Brown, Son & Ferguson (OCLC: 30246695).[8]
- El lobatismo y la formación del carácter (título original:Le louvetisme et la formation du caractère), Autores Vera Barclay y Padre Jacques Sevin (1944), Publicado por Editorial Spes, París (OCLC: 81104684)
- El propósito del método scout: la disciplina, la pandilla y la emulación (título original:Propos sur la méthode scoute : La discipline, la bande, l'émulation), Autores Vera Barclay y Pierre Péroni (1948), Publicado por Delachaux & Niestlé S.A., París (OCLC: 84331292)[9]
- Juegos para Lobatos (título original: Cub scout games), Autora Vera Barclay (1978), Publicado por Brown, Son & Ferguson, Glasgow (ISBN: 0851743269 : 9780851743264, OCLC: 16548396)
- Juegos para Mowgli, Autores Vera Barclay y Renée Magon de Saint-Elier , (1931), Publicado por A. Redier, París (OCLC: 81876140)
- Buen Scoutismo, notas sobre el movimiento scout en las parroquias católicas (título original: Good Scouting. Notes on scouting in the Catholic parish), Autora Vera Barclay (1927), Publicado por Sheed & Ward, Londres (OCLC: 35218824)
- Potted stories to tell scouts and cubs, Autora Vera Barclay (1926), Publicado por J. Brown & Son, Glasgow (OCLC: 48208609)
- The scout way, Autora Vera Barclay (1929), Publicado por Sheed & Ward, Londres (OCLC: 13828334)
- Vida de Florence Barclay (título original: Vie de Florence Barclay), Autora Vera Barclay (1923), Publicado por Plon, París (OCLC: 78922911)
- Danny el detective, una historia para Lobatos (título original: Danny the detective: A Story for Wolf Cubs), Autora Vera Barclay (1918), Publicado por G.P. Putnam's Sons, Londres (OCLC: 10826202)[10]
- Danny again; further adventures of "Danny the detective", Autora Vera Barclay (1920), Publicado por G.P. Putnam's Sons, Londres (OCLC: 37015999)
- Joc, Colette y los pájaros (título original:Joc, Colette and the birds), Autora Vera Barclay (1931), Publicado por Sheed & Ward, Londres (OCLC: 9740692)[11]
- Joc y Colette en el Museo de Historia Natural (título original: Joc and Colette at the Natural History Museum), Autora Vera Barclay (1935), Londres (OCLC: 35217728)[12]
- El misterio del castillo de Meadscourt, Autores Vera Barclay, Pierre Péroni, Paul Wüst, W Lindsay Cable (1949), Publicado por Delachaux & Niestlé.[13]
- Jane y Jack (título original: Jane et Jack), Autores Vera Barclay, Agnès Hoffet, Deujane (1952), Publicado por Delachaux & Niestlé.[14]
- La terrible Jane (título original: Jane will you behave), Autores Vera Barclay, Agnès Hoffet y Alice Caselmann (1957), Publicado por Delachaux & Niestlé.[15]
- Peter and Veronica; spring time lessons in an old garden, Autora Vera Barclay (1928), Publicado por H. Jenkins, Londres (OCLC: 82912291)
- Trois enfants et un éléphant, Autores  Vera Barclay; Agnès Hoffet y Marthe Wohlers (1950), Publicado por Delachaux & Niestlé S.A., París (OCLC: 77887445)[16]
- Morning star, and other poems, Autora Vera Barclay (1951), Publicado por Johns, Londres (OCLC: 30199592)
- Practical psychology in character development; an abridged and re-arranged version of the author's Psychology of character, Autores Vera Barclay y Rudolf Allers (1934), Publicado por Sheed & Ward Inc., Nueva York (OCLC: 3265872)
- Darwin is not for children. Autor Vera Barclay (1950), Publicado por Jenkins,  Londres (OCLC: 6971102)
- Challenge to the Darwinians, Autor Vera Barclay (1951), Publicado por R.H. Johns, Newport, Mon (OCLC: 4014055).
- The way into the kingdom : a book for all who teach, Autora Vera Barclay (1947), Publicado por Burns Oates & Washbourne, Londres (OCLC: 65730034)[17]
- Santos que resplandecen, historias para guías y scout (título original: Saints by firelight; stories for guides and rangers.), Autora Vera Barclay (1931), Publicado por Macmillan, Nueva York (OCLC: 11627749)
- Los santos vikingos (título original: Le saint-Viking), Autores Vera Barclay y Claude Orsent (1939), Publicado por J de Gigord, París (OCLC: 83637010)